# Casa Museo Maria Reiche
La Casa Museo Maria Reiche es una casa-museo inaugurada 1994. Está ubicada en el km 421,3 de la carretera Panamericana Sur, localidad de San José, distrito de El Ingenio, provincia de Nazca, en Perú. Se encuentra a una distancia de 21.3 km de la ciudad de Palpa, a 27,5 km de la ciudad de Nasca y a 121,3 km de la ciudad de Ica. 

## Descripción
La Casa Museo posee información sobre estudios de las líneas y figuras de Nasca, realizados por la Dra. María Reiche Newman, así como mapas, planos, fotos, material arqueológico y una maqueta didáctica de sus diseños. En dicho lugar vivió y realizó sus principales estudios. En un jardín al lado, se encuentra la tumba de la investigadora que murió en 1998 a la edad de 95 años en Lima.

## María Reiche
María Reiche inició una vida dedicada al estudio e investigación de las líneas de Nazca a partir de 1946, estimulada por los estudios del arqueólogo estadounidense Paul Kosok. La matemática, geografía y física fueron mucho de su interés, fue graduada en la Universidad Técnica de Dresde y en Perú descubrió una vocación en la que concentraría todas sus energías.
En 1992 el gobierno le concede el título de ciudadana honoraria de Perú, oficializado con su nacionalización definitiva al año siguiente. También recibió las Palmas Magisteriales en el grado de Amauta y la Orden El Sol del Perú en el grado de Gran Cruz.
En diciembre de 1994, gracias a sus esfuerzos y gestiones, la Unesco acordó otorgar a las líneas de Nazca la categoría de Patrimonio Cultural de la Humanidad. En los últimos años, debido a su delicado estado de salud, María Reiche ocupó una habitación en el hotel de turistas de Nazca, siendo asistida por su hermana Renata, quien falleció en 1995.